# Liriomyza cocculi
Liriomyza cocculi är en tvåvingeart som beskrevs av Frick 1953. Liriomyza cocculi ingår i släktet Liriomyza och familjen minerarflugor. Inga underarter finns listade i Catalogue of Life.